# التزلج النوردي البارالمبي
التزلج النوردي البارالمبي هو رياضة بارالمبية شتوية تتكون من التزلج الثنائي والتزلج الريفي . تُدار هذه الرياضة من قبل اللجنة البارالمبية الدولية، مع لجنتها الفرعية للتزلج البارالمبي الشمالي، تتضمن رياضة التزلج النوردي البارالمبية أحداثًا واقفة، وأحداثًا جالسة (لمستخدمي الكراسي المتحركة )، وأحداثًا للرياضيين ضعاف البصر.

## تاريخ
بدأ تصنيف الرياضات الشتوية كتصنيف طبي قبل الانتقال إلى نظام وظيفي، تم تطوير أقدم أنظمة التصنيف لهذه الرياضة في الدول الاسكندنافية، كان نظام التصنيف الأصلي للأشخاص الذين يعانون من بتر الأطراف، مع تصنيف يعتمد على نوع البتر كما يحدده خبير طبي. لم تكن فئات الإعاقة الأخرى مؤهلة للتصنيف والتنافس في وقت مبكر من تاريخ الرياضة. 
عند الدخول إلى أول دورة ألعاب بارالمبية شتوية، دورة الألعاب البارالمبية الشتوية لعام 1976 ، كان لدى المنظمين اختلاف في الرأي مع مؤسس الألعاب البارالمبية لودفيج جوتمان، لأنهم أرادوا تصنيفًا وظيفيًا وليس نظام تصنيف طبيًا.
نجحوا في ذلك إلى حد كبير،  على الرغم من أن النظام الذي تم تطويره في أورنشولدسفيك ، السويد، والذي انتهى به الأمر إلى الاستخدام كان يعتمد على المعدات التي يستخدمها المتزلج بدلاً من نظام تصنيف وظيفي حقيقي.  خلال السبعينيات، تم تطوير المعدات لأول مرة للمتزلجين الذين يعانون من إصابات في العمود الفقري ولم يتم تطوير نظام تصنيف كامل لهذه الرياضة بعد.
في عام 1983، تم تصنيف المتنافسين المصابين بالشلل الدماغي في هذه الرياضة من قبل جمعية الشلل الدماغي الدولية للرياضة والترفيه، استخدم التصنيف نظام التصنيف المصمم لأحداث المضمار، كان هناك خمسة تصنيفات للشلل الدماغي، خلال الثمانينيات، كانت هناك ثلاث فصول للتزلج على الجليد وسبع فصول أخرى،
على الرغم من عدم كونها جزءًا رسميًا من نظام تصنيف التزلج البارالمبي، إلا أن فصول التزلج النوردي للأشخاص ذوي الإعاقة الذهنية كانت موجودة كجزء من حركة الأولمبياد الخاص، كانت هذه الرياضة واحدة من الرياضات التي كان من المرجح أن يمارسها الأشخاص ذوو الإعاقة خلال التسعينيات.
قبل عام 1988، كانت عملية تقييم التصنيف تتضمن عمومًا فحصًا طبيًا لتحديد التصنيف، حدث التغيير في تصنيف رياضة الإعاقة الشتوية نحو نظام تصنيف وظيفي أكثر رسمية بشكل أسرع نتيجة للتغييرات التي تم إجراؤها في تصنيف كرة السلة على الكراسي المتحركة والتي بدأت في عام 1983.  
قبل دورة الألعاب عام 1988، لم يتم تضمين التزلج على الجليد في البرنامج البارالمبي. عملت النرويج على تغيير هذا من خلال إضافة تصنيفات التزلج على الجليد إلى بطولة العالم عام 1986.
تم تطوير اختبار التصنيف الوظيفي في عام 1989 للتزلج على الجليد باستخدام طريقة الجلوس الشمالية، مع استمرار استخدام نفس النظام في دورة الألعاب البارالمبية الشتوية لعام 1998. تضمنت الاختبارات تنسيق اليد والذراع والكتف، واختبار التوازن أثناء الجلوس في المستوى السهمي، واختبار الاستقرار في المستوى السهمي، واختبار التوازن أثناء الجلوس في المستويات الأمامية، واختبار القدرة الوظيفية على الجلوس في المستويات الأمامية والسهمية مع فحص الإزاحة الجانبية.
بحلول تسعينيات القرن العشرين، تم تجربة نهج تصنيف متكامل في التزلج النوردي، حيث تم تطويره باستخدام نظام النسبة المئوية الذي يسمح لفئات متعددة بالتنافس ضد بعضها البعض في نفس الحدث باستخدام صيغة لإنشاء وقت إنهاء يتيح إجراء مقارنات عادلة للمتزلجين ذوي القدرات الوظيفية المختلفة.
استمر الانتقال من التصنيف الطبي إلى نظام التصنيف الوظيفي خلال التسعينيات، كانت هناك محادثات حول ما إذا كان يجب على الرياضيين ذوي الإعاقة الأقل التنافس في الرياضات الشتوية لذوي الإعاقة وما إذا كان يجب عليهم بدلاً من ذلك التنافس ضد المنافسين الأصحاء. في الوقت نفسه، كان هناك أشخاص بما في ذلك نائب رئيس اللجنة البارالمبية الدولية جينز برومان الذي دخل مناقشات حول ما إذا كان يجب دمج التصنيفات العمياء في فئة واحدة أم لا كما هو الحال في بعض الرياضات الأخرى لذوي الإعاقة.  اعتبر بعض دعاة رياضة ذوي الإعاقة مثل هورست ستروخكيندل المناقشة حول إدراج المنافسين في مسابقات ذوي الإعاقة عائقًا أمام تطوير نظام تصنيف مستقل لا يعتمد على قواعد رياضة ذوي الإعاقة.
انتهت هذه الجهود بحلول عام 1993 عندما حاولت اللجنة البارالمبية الدولية تشكيل هويتها الخاصة وتوقفت إلى حد كبير عن الجهود الرامية إلى إدراج رياضة ذوي الإعاقة في البرنامج الأولمبي.  ومع ذلك، في عام 2006، كان المتزلجون الذين يعانون من بتر الأطراف لا يزالون يتمتعون بمكون طبي في تقييم تصنيفهم. 
تم تكليف الاتحاد الدولي للرياضة للأشخاص ذوي الإعاقة الذهنية بمهمة إعادة تقييم نظام تصنيف المتزلجين ذوي الإعاقة الذهنية لمنع الانتهاكات المستقبلية في أعقاب فضيحة الغش التي تورط فيها فريق كرة السلة الإسباني في دورة الألعاب البارالمبية الصيفية لعام 2000 باستخدام نظام أكثر موثوقية يمكن التحقق منه لتصنيف المنافسين. 

## تنظيم الفرق
يُسمح للمتزلجين ذوي الإعاقات الجسدية التنافس في نفس الفريق مع الأشخاص الذين يعانون من ضعف البصر في أحداث الفريق، هذا هو الحال في أحداث التتابع عبر البلاد، حيث يجب أن يكون هناك متزلج جالس واحد ومتزلج واقف ومتزلج ضعيف البصر. في دورة الألعاب البارالمبية الشتوية لعام 2010 ، في تتابع الرجال، المسمى تتابع 1 × 4 كم + 2 × 5 كم، بدأ متزلج جالس بسباق 4 كيلومترات (2.5 ميل)، مع ذهاب المتزلج الواقف ثانيًا في سباق 5 كيلومترات (3.1 ميل) والمتزلج ضعيف البصر يذهب أخيرًا في سباق 5 كيلومترات (3.1 ميل). 
في رياضة البياتلون، يطلق المتزلجون الجالسون والمتزلجون الواقفون النار على هدف يبلغ حجم عين الثور فيه 1.5 سم (0.59 بوصة) بينما يطلق المتزلجون من ذوي الإعاقة البصرية النار على هدف يبلغ حجم عين الثور فيه 2.8 سم (1.1 بوصة).  يتمتع المتزلجون من ذوي الإعاقة البصرية بنظام صوتي يساعدهم على الرؤية لأجزاء الرماية في رياضة البياتلون.  عادةً ما يتزلج مرشد المتزلجين من الفئة الأولى للمشاركين ضعاف البصر خلف المتزلج من أجل زيادة قدرة المتزلج على سماع المرشد. يخبر المرشد المتزلج بأشياء مثل متى يجب تحويل الوزن، والعناصر التي تظهر في المسار، وكيفية وضع أنفسهم لزيادة الامتداد القطري للمسار، مما يعني أن الأشياء التي يساعد بها المرشد ستكون مختلفة عما هو مطلوب من المتزلج الذي لا يتمتع بالرؤية تقريبًا.
بالنسبة للمتزلجين الذين يعانون من ضعف البصر، يتم التعامل مع تصنيفهم من قبل الرابطة الدولية للرياضات للمكفوفين، يتم اختبارهم بناءً على التصنيف الطبي من قبل طبيب عيون.
 في التسعينيات، كانت عملية تقييم التصنيف للتزلج النوردي تتكون من عدة مكونات. كان أحد المكونات اختبارًا ينظر في قدرة المتزلج على الصعود والنزول من التل. وكان المكون الآخر اختبارًا عصبيًا.  في كندا، يتم التعامل مع تصنيف المتزلجين المكفوفين من قبل الرابطة الكندية للرياضات للمكفوفين . يبدأ الكنديون الذين يسعون إلى التصنيف العملية بالتواصل مع المنظمة. يتم التعامل مع تصنيف التزلج البارا نورديك من قبل كندا عبر البلاد .  بالنسبة للمتنافسين الأستراليين في هذه الرياضة، تتم إدارة الرياضة والتصنيف من قبل الاتحاد الرياضي الوطني بدعم من اللجنة البارالمبية الأسترالية .  هناك ثلاثة أنواع من التصنيف متاحة للمتنافسين الأستراليين: مؤقت ووطني ودولي. الأول للمسابقات على مستوى النادي، والثاني للمسابقات على مستوى الولاية والوطنية، والثالث للمسابقات الدولية.  في حين يتم تصنيف المتزلج أولاً من قبل اللجنة البارالمبية الوطنية، قد يتم تصنيفه الدولي خلال أول حدث له في كأس العالم.  يجوز للمتسابق الطعن في تصنيفه الخاص أو تصنيف زملائه المتنافسين.

## التصنيفات
تصنيف التزلج النوردي البارالمبي هو نظام تصنيف للتزلج البارالمبي الذي يشمل أحداث البياتلون والتزلج الريفي . تعكس تصنيفات التزلج البارالمبي التصنيفات الخاصة بالتزلج البارالمبي مع بعض الاستثناءات. يتم استخدام تصنيف التنقل الوظيفي والطبي، حيث يتم تقسيم المتزلجين إلى ثلاث مجموعات: المتزلجون الواقفون والمتزلجون الجالسون والمتزلجون ضعاف البصر، يتم التحكم في التصنيف الدولي من قبل اللجنة البارالمبية الدولية.
تم تطوير أول نظام تصنيف لهذه الرياضة في الدول الاسكندنافية وكان نظامًا طبيًا للمتزلجين الذين يعانون من بتر الأطراف. في ذلك الوقت، لم تكن الأنواع الأخرى من الإعاقة مؤهلة للتصنيف. في تطوير نظام للاستخدام في أول دورة ألعاب بارالمبية شتوية ، أراد المنظمون الابتعاد عن نظام التصنيف الطبي واستخدام نظام وظيفي، لكن انتهى بهم الأمر بنظام يعتمد على المعدات التي يستخدمها المتزلج بدلاً من ذلك.
مع تقدم السبعينيات، مكنت تحسينات المعدات من مشاركة المتزلجين الذين يعانون من إصابات في النخاع الشوكي وتم تطوير نظام تصنيف لهؤلاء المتزلجين.
بحلول التسعينيات، كان هناك أكثر من عشر فئات للتزلج النوردي وتم تطوير نظام النسبة المئوية للسماح للمتزلجين ذوي الإعاقات المختلفة داخل إحدى المجموعات الثلاث بالتنافس ضد بعضهم البعض، سيتم ضرب وقت المتزلجين في نهاية السباق بنسبة مئوية لتحديد وقت يسمح بمقارنات تصنيف عادلة، في حين أن النسب المئوية الفعلية تتغير من وقت لآخر، فإن هذا النظام لحساب الفائز لا يزال قيد الاستخدام، وعلى الرغم من الجهود المتكررة للانتقال إلى تصنيف حقيقي قائم على الحركة الوظيفية يعود تاريخه إلى سبعينيات القرن العشرين، إلا أن التقييم الطبي كان لا يزال يجري أثناء عملية التصنيف في العقد الأول من القرن الحادي والعشرين.
توجد أحداث ومعدات مختلفة لفئات التزلج البارالمبي المختلفة. بالنسبة لمتزلجي الجلوس، يستخدمون زلاجات الجلوس ذات الزلاجتين، على عكس التزلج البارالمبي حيث يستخدم متزلجو الجلوس زلاجة واحدة. يستخدم المتزلجون المكفوفون مرشدًا، مع وضع الدليل بالنسبة للمتزلج اعتمادًا على فئة المتزلج. في الولايات المتحدة، تتضمن التزلج البارالمبي أحداثًا للأشخاص ذوي الإعاقة الفكرية التي يتم إجراؤها من خلال الأولمبياد الخاص . تتم إدارة عملية تصنيف التزلج البارالمبي للمكفوفين دوليًا من قبل الرابطة الدولية للرياضات المكفوفين وهي تقييم طبي. بينما يمكن للجان البارالمبية الوطنية تصنيف متزلجيها للمسابقات الوطنية، فإن هذا التصنيف عرضة للتغيير في المسابقات الدولية. تم استخدام هذه التصنيفات في الألعاب البارالمبية الشتوية، سُمح للمتزلجين ذوي الإعاقة الفكرية بالمنافسة في أحداث الميدالية الكاملة في الألعاب البارالمبية الشتوية لعام 1998 ولكن تم إزالتها لاحقًا بسبب مشاكل الغش في الألعاب الأولمبية الصيفية لعام 2000 .

## في دورة الألعاب البارالمبية
كانت دورة الألعاب البارالمبية الشتوية لعام 1976 هي المرة الأولى التي تتنافس فيها تصنيفات أخرى غير تصنيفات إصابات الحبل الشوكي في الألعاب البارالمبية.  كان الحدث الوحيد المفتوح لتصنيف الأشخاص المصابين بشلل العمود الفقري في دورة الألعاب البارالمبية الشتوية لعام 1980 هو حدث اختراق الضاحية. كان أحد حدثين فقط في الألعاب بأكملها للأشخاص المصابين بشلل العمود الفقري. 
في دورة الألعاب البارالمبية الشتوية لعام 1998 ، كان المتزلجون من ذوي الإعاقات الذهنية مؤهلين للتنافس كمشاركين في الميداليات الكاملة في حدث الضاحية على الرغم من المعارضة الأولية المبكرة من قبل لجنة تنظيم ناغانو. اعتقد المنظمون المحليون أنه سيكون من الصعب للغاية فصل المتزلجين من ذوي الإعاقات الذهنية إلى فئات مختلفة. في الوقت نفسه، كان هناك عدد قليل من المتزلجين المؤهلين من اليابان الذين كانوا مؤهلين للتنافس في هذه الأحداث. 
في دورة الألعاب البارالمبية الشتوية لعام 1992 ، كانت جميع أنواع الإعاقة مؤهلة للمشاركة، مع تصنيف يتم من خلال اللجنة البارالمبية الدولية، مع التصنيف بناءً على نوع الإعاقة العمياء ومبتورة الأطراف والجلوس.  كان سباق البياتلون مفتوحًا للرجال ذوي تصنيفات ضعف البصر لأول مرة في دورة الألعاب البارالمبية لعام 1992.  
تاريخيًا، كان التزلج النوردي هو التخصص الوحيد للتزلج المفتوح للمتنافسين ذوي الإعاقات الذهنية، ولكن تم تعليق إدراجهم في أعقاب فضيحة الغش في الألعاب البارالمبية الصيفية لعام 2000 ولم يكونوا مؤهلين للمنافسة في الألعاب البارالمبية الشتوية لعام 2002.  في ألعاب 2002 ، كان لحدث اختراق الضاحية ثلاث مجموعات من المتزلجين: ضعاف البصر، والوقوف والجلوس.

## الحوكمة
تُدار رياضة التزلج البارالمبي بواسطة اللجنة البارالمبية الدولية، التزلج النوردي،  تتولى جمعية التزلج والتزلج على الجليد للصم في الولايات المتحدة مسؤولية تصنيف الصم للمتنافسين في الولايات المتحدة، بينما تُدير الألعاب الأولمبية الخاصة هذه الرياضة وتصنيف الأشخاص ذوي الإعاقات الذهنية.  طورت منظمة الرياضة للمعاقين في الولايات المتحدة الأمريكية نظام تصنيف خاص بها للتزلج على الجليد لا يُستخدم دوليًا. يستخدمون نظام تصنيف من ثلاث مجموعات، حيث تشمل المجموعة 1 المتزلجين الذين يعانون من إصابات في الحبل الشوكي من T5 إلى T10، والمجموعة 2 تشمل جميع المتزلجين الآخرين الذين يعانون من إعاقات أقل من T10 والمجموعة 3 تشمل جميع إعاقات الحبل الشوكي فوق T10. 
في التاريخ المبكر للرياضة، كانت المنظمة الدولية لرياضة المعوقين (ISOD)، التي تأسست عام 1964، تحكم هذه الرياضة. وفي عام 1980، كانت هناك هيئتان حاكمتان تتولىان التصنيف، ISOD ولجنة ألعاب ستوك ماندفيل الدولية (ISMGC)، والتي أصبحت فيما بعد اتحاد ألعاب ستوك ماندفيل الدولي (ISMGF)، ثم لاحقًا اتحاد ستوك ماندفيل الدولي لرياضة الكراسي المتحركة (ISMWSF). كانت ISMGC مسؤولة عن تصنيف الرياضيين ذوي الإعاقات المرتبطة بالحبل الشوكي. وفي عام 1981، تم إنشاء الاتحاد الدولي لرياضة المكفوفين (IBSA)، وتولى إدارة المتزلجين ذوي الإعاقات البصرية. في عام 2003، اندمجت ISMWSF مع ISOD، وغيرت اسمها إلى الاتحاد الدولي لرياضة الكراسي المتحركة ومبتوري الأطراف (IWAS) في عام 2004.  في حين أن جمعية الرياضة والترفيه الدولية للشلل الدماغي (CP-ISRA) لديها اهتمام بالرياضة لأنها مفتوحة للأشخاص المصابين بالشلل الدماغي، إلا أنها لا تحكمها.  في عام 1983، تم وضع كل من قواعد هذه الرياضة والتصنيف من قبل CP-ISRA.  بحلول عام 1984، كان هناك أربع منظمات تحكم تصنيف الرياضة: ISOD وISMGF وIBSA وCP-ISRA. 

## الأهلية
حاليًا، الأشخاص ذوو الإعاقات الجسدية وضعف البصر مؤهلون للتصنيف، في عام 1983، وضعت جمعية الشلل الدماغي الدولية للرياضة والترفيه (CP-ISRA) قواعد الأهلية لتصنيف هذه الرياضة للأشخاص المصابين بالشلل الدماغي . لقد عرفوا الشلل الدماغي بأنه تلف دماغي غير تقدمي يؤدي إلى ضعف. كان الأشخاص المصابون بالشلل الدماغي أو تلف الدماغ غير التقدمي مؤهلين للتصنيف من قبلهم. تعاملت المنظمة أيضًا مع التصنيف للأشخاص الذين يعانون من إعاقات مماثلة. بالنسبة لنظام التصنيف الخاص بهم، لم يكن الأشخاص المصابون بالسنسنة المشقوقة مؤهلين ما لم يكن لديهم أيضًا دليل على خلل في العصبون الحركي العلوي، الناجم عن استسقاء الرأس المصاحب . كان الأشخاص المصابون بالشلل الدماغي والصرع مؤهلين بشرط ألا تتداخل الحالة مع قدرتهم على المنافسة. كان الأشخاص الذين أصيبوا بسكتات دماغية مؤهلين للتصنيف بعد الحصول على الموافقة الطبية. لم يكن المتنافسون المصابون بالتصلب المتعدد واعتلال العضلات واعتلال المفاصل مؤهلين للتصنيف من قبل CP-ISRA، لكنهم كانوا مؤهلين للتصنيف من قبل المنظمة الدولية للرياضة للمعاقين لألعاب الآخرين

## معدات
يستخدم المتزلجون الجالسون زلاجات الجلوس النوردية التي تتكون من مقعد على إطار مثبت برباطات على زلاجتين للتزلج الريفي. زلاجات الجلوس ذات الجودة البارالمبية مصنوعة من مواد خفيفة الوزن للغاية، وهي مصممة خصيصًا وملائمة لكل رياضي.
يستخدم المتزلجون المكفوفون سماعات الرأس وصناديق تحديد موقع الصوت للتواصل مع مرشديهم. يستخدم الرياضيون المكفوفون في رياضة البياتلون بندقية مزودة بنظارات كهروصوتية (نظام بصري) يسمح بالتصويب عن طريق السمع. كلما اقتربت البندقية من مركز الهدف، كلما ارتفع النغمة. تسمح النغمات المختلفة التي تحدث عند تحريك البندقية للرامي بالعثور على مركز
الهدف بالضبط.